# Росица Вълканова
Росица Вълканова е българска продуцентка, режисьорка и актриса.
Родена е на 22 ноември 1958 г. в София. Завършва режисура във ВИТИЗ „Кръстьо Сарафов“ в класа на професор Христо Христов, Георги Дюлгеров и Младен Кис елов. След това специализира в Лондон и Берлин. Режисира само документални филми.
През 1995 г. създава продуцентската къща „Клас“. През 2002 г. става член на Европейската филмова академия.

## Филмография
Като актриса
- Трампа (1978). Първото влюбено момиче
- Мера според мера (1981), 3 серии. Учителка
- Мера според мера (1988), 7 серии. Учителка
- АкаТаМус (1988)

Като режисьорка
- Панаир в края на лятото (1984)
- Деца на мои приятели (1989)

Като продуцентка
- Търпението на камъка (1998)[2]
- Писмо до Америка (2001)[1]
- Обърната елха (2006)[1]
- Разследване (2006)[3]
- Подслон (2010)
- Безбог (2016)[1]
- Срам (2017)[4]